# Christoph Burkhard
Christoph Burkhard (* 9. November 1984 in Aichach) ist ein deutscher Fußballspieler.

## Karriere
In seiner Jugend spielte der Mittelfeld- und Abwehrspieler von 1992 bis 1995 beim TSV Hollenbach, von 1995 bis 1997 bei BC Aichach und von 1997 bis 2000 beim FC Augsburg. Im Sommer 2000 wechselte er zum TSV 1860 München, wo er anfangs der U17 und später der U19 angehörte. In der Spielzeit 2003/04 stand Burkhard im Aufgebot der U23 der Löwen in der Bayernliga. Nach dem Aufstieg am Ende der Saison war er fester Bestandteil des Regionalligakaders.
Zur Saison 2006/07 wurde er in den Profikader berufen und kam am 18. August 2006 zu seinem ersten Einsatz im Profifußball, als er im Zweitligaspiel der Sechzger gegen Kickers Offenbach eingewechselt wurde. Im Lauf der Saison bestritt er insgesamt 14 Spiele. In den beiden folgenden Spielzeiten kam er jedoch zu keinem weiteren Einsatz in der ersten Mannschaft, obwohl er nominell dem Profikader angehörte. Er war stattdessen wieder Stammspieler in der U23. Insgesamt spielte Burkhard 149 Mal für die zweite Mannschaft der Löwen und konnte dabei fünf Tore erzielen. Nach der Spielzeit 2008/09 wurde sein auslaufender Vertrag nicht verlängert.
Er wechselte im Anschluss zum Drittligisten Wacker Burghausen. Mit Burghausen stieg Burkhard im Sommer 2014 in die Regionalliga Bayern ab und blieb dem Verein auch nach dem Abstieg treu. Nach acht Jahren in Burghausen verließ Burkhard schließlich den Verein, um sich dem FC Pipinsried in der Regionalliga Bayern anzuschließen.